# Bardsragujn chumb 1996-1997
Il Bardsragujn chumb 1996-1997 è stato la quinta edizione del campionato di calcio armeno, concluso con la vittoria dell'Pyunik FC, al suo terzo titolo.
Capocannoniere del torneo fu Arsen Avetisyan (Pyunik FC) con 24 reti.

## Formula
Le dodici squadre partecipanti disputarono un turno di andata e ritorno per un totale di 22 giornate, al termine delle quali le ultime 3 classificate sarebbero retrocesse in Aradżin Chumb.
Per la prima volta la squadra campione si qualificò per il primo turno preliminare di UEFA Champions League e la seconda classificata giocò nella Coppa UEFA 1997-1998 mentre la vincitrice della coppa nazionale fu ammessa alla coppa delle Coppe 1997-1998.
Il neopromosso BKMA Erevan si ritirò dopo l'undicesima giornata e tutte le restanti partite furono omologate con una sconfitta a tavolino per 3-0.

## Squadre partecipanti
| Club             | Città   | Stadio | Posizione 1995      |
| ---------------- | ------- | ------ | ------------------- |
| Ararat           | Erevan  |        | 4°                  |
| Širak            | Gyumri  |        | 2°                  |
| P'yownik         | Erevan  |        | Campione di Armenia |
| Van Erevan       | Erevan  |        | 8°                  |
| Tsement Ararat   | Ararat  |        | 5°                  |
| Homenmen Yerevan | Erevan  |        | 9°                  |
| Kotayk'          | Abovyan |        | 6°                  |
| Zangezour        | Goris   |        | 10°                 |
| Erevan           | Erevan  |        | 3°                  |
| Karabakh         | Erevan  |        | 7°                  |
| BKMA Erevan      | Erevan  |        | Aradżin Chumb       |
| Arabkir Erevan   | Erevan  |        | Aradżin Chumb       |

## Classifica finale
|                    | Pos. | Squadra          | Pt | G  | V  | N | P  | GF | GS | DR  |
| ------------------ | ---- | ---------------- | -- | -- | -- | - | -- | -- | -- | --- |
| Armenia (bandiera) | 1.   | P'yownik         | 59 | 22 | 19 | 2 | 1  | 67 | 9  | +58 |
|                    | 2.   | Ararat           | 52 | 22 | 17 | 1 | 4  | 54 | 18 | +36 |
|                    | 3.   | Erevan           | 50 | 22 | 16 | 2 | 4  | 58 | 24 | +34 |
|                    | 4.   | Širak            | 47 | 22 | 15 | 2 | 5  | 57 | 11 | +46 |
|                    | 5.   | Tsement Ararat   | 42 | 22 | 13 | 3 | 6  | 49 | 26 | +23 |
|                    | 6.   | Van Erevan       | 34 | 22 | 11 | 1 | 10 | 41 | 34 | +7  |
|                    | 7.   | Kotayk'          | 28 | 22 | 8  | 4 | 10 | 41 | 27 | +14 |
|                    | 8.   | Karabakh         | 25 | 22 | 7  | 4 | 11 | 23 | 29 | -6  |
|                    | 9.   | Homenmen Yerevan | 22 | 22 | 7  | 1 | 14 | 30 | 59 | -29 |
|                    | 10.  | Arabkir Erevan   | 12 | 22 | 4  | 0 | 18 | 20 | 89 | -69 |
|                    | 11.  | Zangezour        | 9  | 22 | 2  | 3 | 17 | 9  | 77 | -68 |
|                    | 12.  | BKMA Erevan      | 4  | 22 | 1  | 1 | 20 | 10 | 56 | -46 |

Legenda:

      Campione di Armenia e ammessa alla Coppa UEFA
      Ammessa alla Coppa UEFA
      Ammessa alla Coppa delle Coppe
      Retrocessa in Aradżin Chumb
Note:

Tre punti a vittoria, uno a pareggio, zero a sconfitta.

### Verdetti
- P'yownik Campione d'Armenia e ammesso alla Coppa UEFA 1997-1998
- Eerevan ammesso alla Coppa UEFA 1997-1998
- Ararat ammesso alla Coppa delle Coppe 1997-1998
- BKMA Yerevan, Zangezour e Arabkir Yerevan retrocessi in Aradżin Chumb

## Classifica marcatori
| Gol |  |  | Giocatore           | Squadra |
| --- |  |  | ------------------- | ------- |
| 24  |  |  | Arsen Avetisyan     | Pyunik  |
| 13  |  |  | Sergey Hayrbabamyan | Tsement |
| 11  |  |  | Tigran Yesayan      | Pyunik  |
| 11  |  |  | Arthur Petrosyan    | Shirak  |
| 11  |  |  | Henrik Berberyan    | Yerevan |